# 센티모
센티모(스페인어: céntimo) 또는 센티무(포르투갈어: cêntimo)는 스페인, 포르투갈 및 그 이전의 식민지에서 사용된 통화의 보조 단위이다.

## 현재 사용
센티모(céntimo) 또는 센티무(cêntimo)는 다음과 같은 기축통화 단위 중 100분의 1을 말한다.

### 포르투갈 센티무
- 앙골라 콴자
- 상투메 프린시페 도브라

### 스페인 센티모
- 코스타리카 콜론 (1917년과 1920년 사이에는 센타보)
- 파라과이 과라니
- 페루 솔
- 필리핀 페소 (필리핀어로는 séntimo로, 영어로는 센타보(centavo)로 표기한다)
- 베네수엘라 볼리바르

## 구식

### 포르투갈 센티무
- 모잠비크 메티카 (발행되지 않음)

### 스페인 센티모
- 사하라 아랍 민주 공화국 페세타
- 스페인 페세타